# فابیانا مورر
فابیانا مورر (انگلیسی: Fabiana Murer؛ زادهٔ ۱۶ مارس ۱۹۸۱) ورزشکار دو و میدانی پرش با نیزه اهل برزیل است. وی در مسابقات کشوری و بین‌المللی در مجموع برندهٔ ۸ مدال طلا، ۴ مدال نقره، ۱ مدال برنز شده‌است.